# ساعت های کوهنوردی
ساعت کوهنوردی یک ابزار مخصوص برای استفاده در محیط‌ های کوهستانی و ارتفاعی است. این ساعت‌ها علاوه بر اندازه‌ گیری زمان، اطلاعاتی مانند ارتفاع، فشار هوا، و جهت را نیز نمایش می‌دهند. این اطلاعات به کوهنوردان و ماجراجویان کمک می‌کنند تا در محیط‌های متنوع و متغیر مانند کوهستان ؛ مسیریابی و برنامه‌ریزی مطمئنی داشته باشند.
ساعت کوهنوردی‌ معمولاً دارای سنسورهای جیروسکوپی، فشارسنج، سنسور ارتفاع، و قطب‌نما هستند. این سنسورها به ساعت اطلاعات لازم را فراهم می‌کنند تا کاربران بتوانند موقعیت خود را بهترین‌ حالت ممکن تعیین کنند.
ساعت کوهنوردی می‌تواند با ویژگی‌هایی نظیر مقاومت در برابر آب، پوشش ضدضربه، و نورپس‌زمینه قوی، در شرایط سخت کار کنند . این ابزارها برای علاقه‌مندان به کوهنوردی، صعودهای ارتفاعی، و فعالیت‌های ماجراجویانه که به دقت زمان و شرایط محیطی نیاز دارند، بسیار حیاتی و کارآمد هستند.
دوام ساعت نیز باید در اولویت بسیار بالایی قرار گیرد. و در مقابل ضربه و سایش هم مقاوم باشد.
بنابراین ، هم قاب ساعت باید از مواد با کیفیت بالا ساخته شود، و هم بند نیز باید چیزی باشد که با گذشت زمان از بین نرود.

قابلیت نمایش اطلاعات اضافی:
```
برخی از ساعت‌های کوهنوردی علاوه بر اطلاعات پایه مانند زمان، ارتفاع، فشار هوا، و جهت، اطلاعات اضافی مانند دما، مختصات جغرافیایی، و سرعت را نیز نمایش می‌دهند.
```